# Corral Blanco, Jalisco
Corral Blanco är en ort i Mexiko.   Den ligger i kommunen Teocaltiche och delstaten Jalisco, i den centrala delen av landet, 400 km nordväst om huvudstaden Mexico City. Corral Blanco ligger 1 826 meter över havet och antalet invånare är 110.
Terrängen runt Corral Blanco är en högslätt. Runt Corral Blanco är det ganska glesbefolkat, med 39 invånare per kvadratkilometer. Närmaste större samhälle är Encarnación de Díaz, 14,3 km öster om Corral Blanco. Trakten runt Corral Blanco består till största delen av jordbruksmark.